# Natalja Ażykmaa-Ruszewa
Natalja Dojdałowna Ażykmaa-Ruszewa (ros.) Наталья Дойдаловна Ажикмаа-Рушева, z domu Ażykmaa Sałczak (ur. 20 listopada 1926 w Republice Tuwińskiej, zm. 7 stycznia 2015 w Moskwie) — tuwińska i radziecka balerina. 
Była znana zarówno w Moskwie, jak i w rodzinnych stronach; w 2006 z okazji 80 urodzin otrzymała tytuł "Sybirak roku", konkurując z 34 pretendentami do tego tytułu, w tym z prezydentem Rosji Putinem.